# Plaza De Toros El Bibio
Plaza De Toros El Bibio är en tjurfäktningsarena i Spanien.   Den ligger i provinsen Province of Asturias och regionen Asturien, i den norra delen av landet, 400 km norr om huvudstaden Madrid. Plaza De Toros El Bibio ligger 12 meter över havet.
Terrängen runt Plaza De Toros El Bibio är varierad. Havet är nära Plaza De Toros El Bibio norrut. Runt Plaza De Toros El Bibio är det ganska glesbefolkat, med 48 invånare per kvadratkilometer. Närmaste större samhälle är Gijón, 1,3 km väster om Plaza De Toros El Bibio. I omgivningarna runt Plaza De Toros El Bibio växer i huvudsak blandskog.